# Bobolin (Darłowo)
Bobolin (deutsch Böbbelin) ist ein Dorf in der Landgemeinde (gmina wiejska) Darłowo (Rügenwalde) im Powiat Sławieński (Schlawe) in der polnischen Woiwodschaft Westpommern.

## Geographische Lage
Das Dorf Bobolin liegt in Hinterpommern auf einem flachen Brink auf einer Höhe von  etwa fünf Metern über dem Meeresspiegel im Niederungsgebiet zwischen Jezioro Bukowo (Buckower See), Ostsee und dem Flüsschen Grabowa (Grabow). Die Ostseeküste ist einen Kilometer entfernt, Darłowo fünf Kilometer und die Kreisstadt Sławno (Schlawe) 24 Kilometer.
Bobolin ist von den Nachbargemeinden Dąbki (Neuwasser) im Westen, Bukowo Morskie (See Buckow) im Süden und Żukowo Morskie (See Suckow) im Osten umgeben.

## Ortsname
Frühere Namensformen waren Böblin, Böbbelin wie auch schon der jetzige Name Bobolin, der in Polen außerdem noch bei einem Dorf nahe der Oder in der Landgemeinde Kołbaskowo (Kolbitzow) im heutigen Kreis Police (Pölitz) vorkommt und bis 1945 Boblin, Kreis Randow hieß.

## Geschichte

Karte von See Suckow und Umgebung, darunter Bobolin, um 1775

Böbbelin ist eines der Dörfer, die 1267 dem Zisterzienserkloster Buckow zudotiert wurde. Das Dorf wurde im Laufe der Zeit oft erwähnt, weil durch die sich verändernden Verläufe der Ostseeküste und der Grabow immer wieder Grenzstreitigkeiten zwischen dem Buckower Kloster und dem Rügenwalder Amt auftraten. Erst 1689 entscheidet die juristische Fakultät der Universität Tübingen den Streit und legt die Grenze zwischen Böbbelin und See Suckow endgültig fest.
Im Jahre 1784 gibt es in Böbbelin: 1 Schulze, 5 Bauern, 2 Landkossäten und 2 Büdner. 1818 zählte der Ort 152 Einwohner. Die Zahl stieg auf 192 im Jahre 1871, sank dann aber wieder bis 1939 auf 129.
Im Winter 1913/14 suchte eine große Sturmflut die Ostseeküste heim. Bis nach Böbbelin ergossen sich die Wassermassen, die auch die Wegeverbindung nach See Suckow überschwemmten. Es wurden Boote zum Transport eingesetzt.
1937 wurde in 1,5 Kilometer Entfernung vom Dorf im Küstengelände auf der Seite des Dorfs See Suckow ein Artillerie-Schießplatz eingerichtet. Wenn Übungsschießen mit großen Geschützen stattfand, wurden die Dörfer Böbbelin und See Suckow geräumt.
Bis 1945 gehörte das Dorf mit den Gemeinden Büssow (heute polnisch: Boryszewo), Neuwasser (Dąbki), See Buckow (Bukowo Morskie), See Suckow (Żukowo Morskie) und Steinort (Gleźnowo) zum Amtsbezirk Büssow im Landkreis Schlawe i. Pom. Letzter deutscher Amtsvorsteher war der Landwirt A. Schwarz.
Standesamtlich waren ebendiese Orte (mit Ausnahme von See Suckow) zum Standesamt Büssow verbunden, das seinen Sitz allerdings in See Buckow hatte. 
Gegen Ende des Zweiten Weltkriegs besetzen am 6. März 1945  sowjetische Truppen auf ihrem Vormarsch nach Rügenwalde das Dorf.  Nach Kriegsende wurde die Ortschaft zusammen mit ganz Hinterpommern Teil Polens. Im Herbst 1945 setzte die Vertreibung der deutschen Bevölkerung ein. Letzter deutscher Gemeindebürgermeister war der Landwirt Willi Sielaff. Böbbelin wurde von den Polen in Bobolin umbenannt.  
Bobolin ist heute ein Teil der Gmina wiejska Darłowo im Powiat Sławieński. Hier leben heute 119 Einwohner, und der derzeitige Gemeindevorsteher ist Zbigniew Stebliński (2008).

## Kirche
Bis 1945 waren die Einwohner von Böbbelin fast ausnahmslos evangelischer Konfession. Das Dorf war mit Büssow, Neuwasser und Steinort in das Kirchspiel See Buckow eingepfarrt, zu dem auch die (später nach Petershagen ausgepfarrte) Filialgemeinde Pirbstow (Przystawy) gehörte. Der Weg zur Dorfkirche See Buckow betrug vier Kilometer. Das Kirchspiel See Buckow gehörte zum Kirchenkreis Rügenwalde der Kirchenprovinz Pommern in der evangelischen Kirche der Altpreußischen Union. 
Heute sind die Einwohner von Bobolin fast ausnahmslos katholischer Konfession. Die wenigen evangelischen Gemeindeglieder werden vom Pfarramt in Koszalin (Köslin) in der Diözese Pommern-Großpolen der polnischen Evangelisch-Augsburgischen, d. h. lutherischen Kirche betreut.

## Schule
Die einklassige Volksschule ist Ende der 1920er Jahre gebaut worden. Etwa 10 bis 15 Kinder besuchten den Unterricht.

## Persönlichkeit des Ortes
- Karl Manzke (1928–2008), deutscher lutherischer Theologe, Landessuperintendent für den Sprengel Stade der Evangelisch-lutherischen Landeskirche Hannovers

## Verkehr
Bobolin liegt an der Wojewodschaftsstraße 203, einer Küstenstraße, die Koszalin (Köslin), Darłowo (Rügenwalde) und Ustka  (Stolpmünde) miteinander verbindet. Die nächste Bahnstation ist Darłowo an der Strecke Darłowo–Sławno–Korzybie (Zollbrück).